# Cap de govern
El cap de govern és la persona encarregada de l'exercici actiu del poder executiu del govern d'un estat. Especialment s'anomena cap de govern una persona que no té —al mateix temps— el càrrec de cap d'estat. D'acord amb la forma de govern que estableixi la constitució del país, el títol i les funcions del cap de govern poden variar:
- Sistema presidencialista: el cap de govern és elegit de manera independent de la branca legislativa i exerceix tots els poders executius cerimonials i actius de la nació; per tant, és alhora el cap d'Estat i sovint rep el títol de "president" de la nació.
- Sistema semipresidencialista: el cap de govern i el cap d'Estat són dues persones distintes i electes de manera separada; el cap de govern és responsable davant el cos legislatiu i comparteix les funcions executives amb el cap d'Estat; el cap de govern sovint pren el títol de "primer ministre" o "canceller", mentre que el cap d'Estat rep el títol de "president".
- Sistema parlamentari: el cap de govern prové de la branca legislativa i exerceix tots els poders executius pràctics en representació d'un cap d'Estat que només posseeix poders simbòlics i cerimonials; sovint rep el títol de "primer ministre", "canceller", "president del consell de ministres"[1] o "president del Govern".